# Ornduffia umbricola
Ornduffia umbricola är en vattenklöverväxtart som först beskrevs av Aston, och fick sitt nu gällande namn av Tippery och Les. Ornduffia umbricola ingår i släktet Ornduffia och familjen vattenklöverväxter. Utöver nominatformen finns också underarten O. u. beaugleholei.